# 台灣文化活動列表
- 此列表內容為有關台灣各地觀光旅遊文化節慶之各種活動

| \| 本條目屬於 臺灣系列 \| |
| 前往臺灣主題頁 |
| 臺灣概況 - 經濟 • 政治 • 法律 • 人權 • 能源 • 交通 行政區劃 • 城市 • 政府 • 政黨 • 選舉 • 總統 • 外交 軍事 • 族群 • 人口 • 公民 • 原住民族 • LGBT權益 臺海現狀 • 臺灣問題 |
| 臺灣文化 （總覽） - 文學 • 料理 • 茶藝 • 小吃 • 夜市 • 郵票 建築 • 語言 • 宗教 • 葬禮 • 古蹟 • 遺址 • 國寶 民俗文物 • 節日 • 教育 • 體育 • 媒體 • 眷村 文化活動 • 觀光 • 購物中心 • 百貨公司 世界遺產潛力點 • 歷史建築百景 • 流行文化                                                    |
| 臺灣藝術 （總覽） - 音樂 • 漫畫 • 動畫 • 電影 • 攝影 • 舞蹈 戲劇 • 臺劇 |
| 臺灣地理 （總覽） - 天文 • 氣候 • 地質 • 地震 • 斷層 • 火山 • 生態 濕地 • 山峰 • 山脈 • 湖泊 • 水庫 • 河流 • 溫泉 島嶼 • 海岸 • 特殊生物 • 保育生物 • 生態環境 自然保護區 • 國家公園 • 森林遊樂區 縣市級風景特定區 • 直轄市級風景特定區 國家級風景特定區                                 |
| 臺灣歷史 （詳細） - 史前時期(-1624)↓理蕃政策(1933) 原住民聯盟與政權↓奧蘭治城包圍戰(1662)↓澎湖海戰(1683)↓馬關條約(1895)↓日本投降(1945) 荷屬福爾摩沙/西屬艾爾摩莎 鄭氏政權清治時期 日治時期 戰後時期 │1624│1649│1674│1699│1724│1749│1774│1799│1824│1849│1874│1899│1924│1949│1974│1999│2024 |
| 閱 • 論 • 编 |
| 本條目屬於 臺灣系列 |

## 新興觀光旅遊文化節慶活動
台灣北部（基隆、台北、桃園、新竹）
- 平溪天燈節：新北市平溪區                          2月
- 烏來櫻花祭：新北市烏來區                              2月
- 陽明山花季：臺北市士林區                          2~3月
- 台北燈節：臺北市                                      2~3月
- 竹子湖海芋季：臺北市北投區                        3~4月
- 艋舺國際舞蹈節：新北市萬華區                4月
- 土城桐花節：新北市土城區                      4~5月
- 鹽寮國際沙雕節：新北市貢寮區                          4~8月
- 台灣美食展：臺北市信義區世貿大樓  6~7月
- 東北角帆船季：新北市貢寮區                                7月
- 貢寮海洋音樂祭：新北市貢寮區                          7月
- 石門國際風箏節：新北市石門區                          9月
- 桃園潑水節：桃園市桃園區                          9月
- 竹塹國際玻璃藝術節：新竹市                            9~11月
- 鶯歌陶瓷嘉年華：新北市鶯歌區                          10月
- 大溪陀螺節：桃園市大溪區                              10月
- 新埔柿餅節：新竹縣新埔鎮                      10月
- 桃園萬聖城：桃園市中壢區                            10~11月
- 新北市歡樂耶誕城：新北市板橋區           12月

台灣中部（苗栗、台中、南投、彰化、雲林）
- 苗栗國際假面藝術節：苗栗縣三義鄉                           3~4月
- 三義木雕藝術節：苗栗縣三義鄉                                                     10月
- 中臺灣元宵燈會：臺中市南屯區、北區、豐原區     2月
- 台中爵士音樂節：臺中市西區                                 10月
- 台客搖滾嘉年華：臺中市西屯區                                                 4月
- 新社花季：臺中市新社區                                          11~12月
- 稻草文化節：南投縣草屯鎮                                             12月
- 日月潭花火節：南投縣魚池鄉                             10~11月
- 王功漁火節：彰化縣芳苑鄉                                             8月

台灣南部（嘉義、台南、高雄、屏東）
- 阿里山櫻花季：嘉義縣阿里山鄉                                             3~4月
- 嘉義市國際管樂節：嘉義市                                                 12月
- 白河蓮花節：臺南市白河區                                                 5月
- 官田菱角節：臺南市官田區                                                 10月
- 高雄國際貨櫃藝術節：高雄市                                               12~2月
- 高雄春天藝術節：高雄市                                                   3~5月
- 高雄燈會藝術節：高雄市                                                   2~3月
- 高雄左營萬年季：高雄市                                                   10月
- 高雄六龜紫蝶季：高雄市                                                   11~3月
- 高雄甲仙芋頭季：高雄市                                                   9~10月
- 高雄旗山香蕉季：高雄市                                                   12月
- 高雄美濃客家季：高雄市                                                   10~12月
- 高雄不老、老濃、寶來溫泉季：高雄市                                       12月
- 東港黑鮪魚觀光文化季：屏東縣東港鎮                             5~6月
- 墾丁風鈴季：屏東縣恆春鎮                                                     10~4月
- 春天吶喊音樂祭：屏東縣恆春鎮                                                 4月
- 關子嶺火王爺祭：西拉雅國家風景區                                                 7月

台灣東部（宜蘭、花蓮、台東）
- 宜蘭國際童玩節：宜蘭縣五結鄉                                                 7~8月
- 宜蘭三星蔥蒜節：宜蘭縣三星鄉                                   12月
- 蘇澳冷泉文化節：宜蘭縣蘇澳鎮                                                 7月

離島（澎湖、金門、馬祖）
- 澎湖國際海上花火節：澎湖縣                                                           4~6月
- 金城迎城隍祭：金門縣                                                         4~5月
- 金湖海洋花蛤季：金門縣                                                       10月
- 金沙高粱風獅爺季：金門縣                                                     10月
- 烈嶼芋頭節：金門縣                                                           10~12月

跨縣市地域性
- 客家桐花季：新北、桃園、新竹、苗栗、台中、彰化、南投、雲林
- 台灣燈會

## 閩客傳統文化活動
- 艋舺青山宮青山祭：臺北市萬華區
- 平溪天燈：新北市平溪區
- 雞籠中元祭：基隆市
- 虎尾中元文化祭：虎尾鎮
- 大溪普濟堂關聖帝君聖誕慶典暨遶境儀式：桃園市大溪區
- 苗栗龍：苗栗縣苗栗市
- 三義雲火龍節：苗栗縣三義鄉
- 大甲媽祖遶境進香：臺中市、彰化縣、雲林縣、嘉義縣
- 雲林六房媽過爐：斗六市、虎尾鎮、斗南鎮、土庫鎮、大埤鄉
- 旱溪媽祖遶境十八庄：臺中市東、南、北區、北屯區、大里區、太平區、霧峰區、烏日區
- 犁頭店穿木屐躦鯪鯉：臺中市南屯區
- 東勢新丁粄節：臺中市東勢區
- 下路頭鞦韆賽會：嘉義市
- 北港朝天宮迎媽祖：雲林縣北港鎮
- 鹽水蜂炮：臺南市鹽水區
- 迎王祭：屏東縣東港鎮、屏東縣南州鄉、屏東縣琉球鄉
- 搶孤：宜蘭縣頭城鎮、屏東縣恆春鎮
- 炸寒單：臺東縣臺東市
- 新港奉天宮天上聖母元宵遶境：嘉義縣新港鄉
- 民雄大士爺祭典：嘉義縣民雄鄉

## 台灣原住民祭典
| 原住民族群 | 祭典                                              | 備註                  |
| ---------- | ------------------------------------------------- | --------------------- |
| 泰雅族     | 祖靈祭                                            |                       |
| 太魯閣族   | 祖靈祭 馘首祭                                     |                       |
| 賽德克族   | 年祭 播種祭                                       |                       |
| 阿美族     | 豐年祭 播種祭 捕魚祭 海祭 祈晴祭 祈雨祭           |                       |
| 魯凱族     | 小米收穫祭 買沙呼魯祭 搭巴嘎饒望祭                |                       |
| 排灣族     | 收穫祭 人神盟約祭 毛蟹祭 六年祭                   | 請參考排灣族#祭典     |
| 布農族     | 射耳祭 小米開墾祭 小米播種祭 除草祭 收穫祭 入倉祭 | 請參考布農族#文化特色 |
| 卑南族     | 知本收穫祭 南王收穫祭 年祭                        |                       |
| 噶瑪蘭族   | 海祭 歲末祭祖                                     |                       |
| 撒奇萊雅族 | 巴拉瑪火神祭                                      |                       |
| 賽夏族     | 巴斯達隘                                          |                       |
| 邵族       | 播種祭 狩獵祭 豐年祭                              |                       |
| 鄒族       | 戰祭 小米收穫祭 小米播種祭 子安貝祭               |                       |
| 達悟族     | 飛魚祭                                            |                       |
| 西拉雅族   | 大武壠阿里關太祖祭典 東河嚎海祭                   |                       |

## 相關頁面
- 中華民國民俗及有關文物

## 外部連結
- 文化部文化資產局 - 民俗及文物
- 交通部觀光局 - 民俗節慶
- 客家委員會 - 客庄喜慶好客來